# Bullia elegans
Bullia elegans is een slakkensoort uit de familie van de Nassariidae. De wetenschappelijke naam van de soort is voor het eerst geldig gepubliceerd in 1857 door Dunker.